# 轉心瓶
轉心瓶為始於清朝乾隆間的工藝品，由當時的督窰官唐英供奉給乾隆，此前從未見過。轉心瓶分內外兩層，外層包著內層，並且在不同的位置鏤空，內層則可在外層內自由轉動，外層的鏤空位置則可看到內層轉動的圖案。由於制造轉心瓶難度極高，需要精確的尺寸比例和溫度，且在唐英去世後便不再出產，因此現時存世的作品並不多。